# Borneo Północne na Letnich Igrzyskach Olimpijskich 1956
Borneo Północne na Letnich Igrzyskach Olimpijskich 1956 reprezentowało dwóch zawodników, byli to sami mężczyźni. Wystąpili oni w jednej z 19 dyscyplin, tj. lekkoatletyce. Reprezentanci Borneo Północnego nie zdobyli żadnego medalu. Najwyższą pozycję zajął trójskoczek Gabuh bin Piging, który był 24. Był to pierwszy i jedyny start reprezentacji Borneo Północnego na letnich igrzyskach olimpijskich. Chorążym reprezentacji był bin Piging.
Młodszym z dwójki zawodników reprezentujących Borneo Północne był Sium bin Diau (21 lat i 46 dni), starszy zaś był startujący razem z nim w konkursie trójskoku bin Piging (24 lat i 322 dni). Dla obydwóch zawodników był to pierwszy i zarazem ostatni start na letnich igrzyskach olimpijskich.
Borneo Północne nie było wówczas niepodległym państwem; startowało na igrzyskach jako terytorium zależne Wielkiej Brytanii.

## Tło startu olimpijskiego
Narodowy Komitet Olimpijski Borneo Północnego powstał w 1953 roku. Założył go Gurbaksh Singh Kler, imigrant z Indii (zatwierdzono go niebawem, najpóźniej mogło się to stać w 1956 roku). Również w tym samym roku, swój komitet olimpijski założyła Federacja Malajska, a Singapur założył swój komitet już w 1947 roku. Z ówczesnych kolonii brytyjskich położonych na terenach dzisiejszej Malezji i Singapuru, swojego własnego komitetu nie posiadała tylko największa posiadłość Brytyjczyków – Sarawak, która zresztą nigdy nie wystartowała na igrzyskach olimpijskich jako osobna ekipa. Na początku lat 60., Komitety Olimpijskie Malajów i Borneo Północnego połączyły się i odtąd startują w zawodach międzynarodowych jako Malezja.
Do Melbourne pojechały też dwie osoby z delegacji (razem cztery osoby). Jedną z tych osób był attaché olimpijski reprezentacji – J.W. Keck. Cała delegacja Borneo Północnego zameldowała się w Melbourne 16 listopada 1956 roku – czyli na 6 dni przed rozpoczęciem igrzysk.
Reprezentanci tej brytyjskiej posiadłości zamieszkali, podobnie jak pozostałe ekipy, w wiosce olimpijskiej położonej na przedmieściach Melbourne (dokładnie w Heidelbergu). Przebywali oni w domkach wysuniętych najbardziej na północny wschód tejże wioski olimpijskiej. Ich bezpośrednimi sąsiadami były np. delegacje Malajów i Indonezji, czyli terenów położonych geograficznie niedaleko od Borneo Północnego. Nieco dalszymi sąsiadami tej ekipy były delegacje Jugosławii, Turcji, oraz część delegacji niemieckiej.
Reprezentanci Borneo, podobnie jak inne reprezentacje, mieli zagwarantowane trzy posiłki dziennie – śniadanie, lunch oraz obiad. Spożywali je w jednej jadalni razem z Afgańczykami, Indonezyjczykami, Malajczykami, Pakistańczykami, a także z Turkami i Irańczykami.
Na ceremonii otwarcia igrzysk, Borneo Północne było 45. w kolejności wchodzenia na stadion (za Nigerią a przed Norwegią). Chorążym reprezentacji był Gabuh bin Piging.

## Wyniki

### Lekkoatletyka
Na igrzyskach olimpijskich w Melbourne, Borneo Północne reprezentowało tylko dwóch trójskoczków – Gabuh bin Piging i Sium bin Diau.
Eliminacje do olimpijskiego konkursu trójskoku w Melbourne rozegrano 27 listopada. Aby wywalczyć awans do finału, należało uzyskać wynik 14,80. Wyczynu tego dokonało 22 skoczków (z 32), którzy awansowali do kolejnej rundy.
W pierwszej próbie, lepszy wynik osiągnął bin Piging, który skoczył na odległość 14,47 m (22. wynik tej rundy), podczas gdy jego kolega skoczył tylko 13,99 m (przedostatni 28. wynik tej rundy (trzech zawodników nie zaliczyło żadnej próby)). Po pierwszej kolejce 17 zawodników nie startowało dalej, gdyż uzyskali oni kwalifikacje do finału. Trójskoczkowie z Borneo musieli skakać dalej, gdyż nie osiągnęli wymaganego rezultatu. W kolejnym podejściu bin Diau skoczył jeszcze bliżej, bo tylko 13,56 m i spadł na 29. miejsce (wyprzedzony przez Chińczyka Wu Chun-Tsaia). Bin Piging poprawił się natomiast o 8 centymetrów (14,55 m), jednak też spadł o jedno miejsce (kosztem Fina Tapiego Lehto) i nadal nie miał awansu do finału. Obydwóm skoczkom została jeszcze jedna próba, jednak i ona nie przyniosła im wymaganych 14 metrów i 80 centymetrów. Lepszy z nich, czyli bin Piging, spalił swoje podejście i zakończył ostatecznie konkurs trójskoku na 24. miejscu (wyprzedził go jeszcze Australijczyk Brian Oliver). Nieznacznie swoją pozycję poprawił za to bin Diau, który skoczył 14,09 m. Wyprzedził on w ostatniej kolejce Belga Waltera Herssensa, który zrezygnował z ostatniej próby. Pozwoliło mu to na awans z 29. na 28. pozycję i takąż finalnie zajął. W zawodach zwyciężył z wynikiem 16,35 m, zdobywając swoje drugie olimpijskie złoto z rzędu, reprezentant Brazylii Adhemar Ferreira da Silva.
| Zawodnik         | Konkurencja       | Kwalifikacje | Kwalifikacje | Finał                  | Finał                  |
| Zawodnik         | Konkurencja       | Wynik        | Miejsce      | Wynik                  | Miejsce                |
| ---------------- | ----------------- | ------------ | ------------ | ---------------------- | ---------------------- |
| Gabuh bin Piging | trójskok mężczyzn | 14,55 m      | 24 (na 32)   | Nie zakwalifikował się | Nie zakwalifikował się |
| Sium bin Diau    | trójskok mężczyzn | 14,09 m      | 28 (na 32)   | Nie zakwalifikował się | Nie zakwalifikował się |